# Камышлово (озеро, Северо-Казахстанская область)
Камышлово (каз. Камышлово) — солёное озеро в районе Магжана Жумабаева Северо-Казахстанской области Казахстана. Находится в 14 км к юго-западу от города Булаево и в 800 м к югу от села Ганькино в урочище Камышловский лог.
По данным топографической съёмки 1940-х годов, площадь поверхности озера составляет 13,95 км². Наибольшая длина озера — 8,3 км, наибольшая ширина — 2,1 км. Длина береговой линии составляет 21,4 км, развитие береговой линии — 1,6. Озеро расположено на высоте 118,7 м над уровнем моря.
По данным исследований второй половины 1950-х годов, площадь поверхности озера составляет 14,4 км². Наибольшая длина озера — 8 км, наибольшая ширина — 2,1 км. Длина береговой линии составляет 21 км.
Озеро входит в перечень рыбохозяйственных водоёмов местного значения, имеется озёрно-товарное рыбоводное хозяйство.